# STEREO-Experiment
Das STEREO-Experiment (Search for Sterile Reactor Neutrino Oscillations) untersuchte die mögliche Oszillation von Reaktorneutrinos in sterile Neutrinos. Es befand sich am Institut Laue Langevin (ILL) in Grenoble, Frankreich. Die Datenaufnahme begann im November 2016. Im Jahr 2023 konnte die Existenz leichter steriler Neutrinos durch das Experiment widerlegt werden. 

## Messprinzip

### Teilchenidentifikation

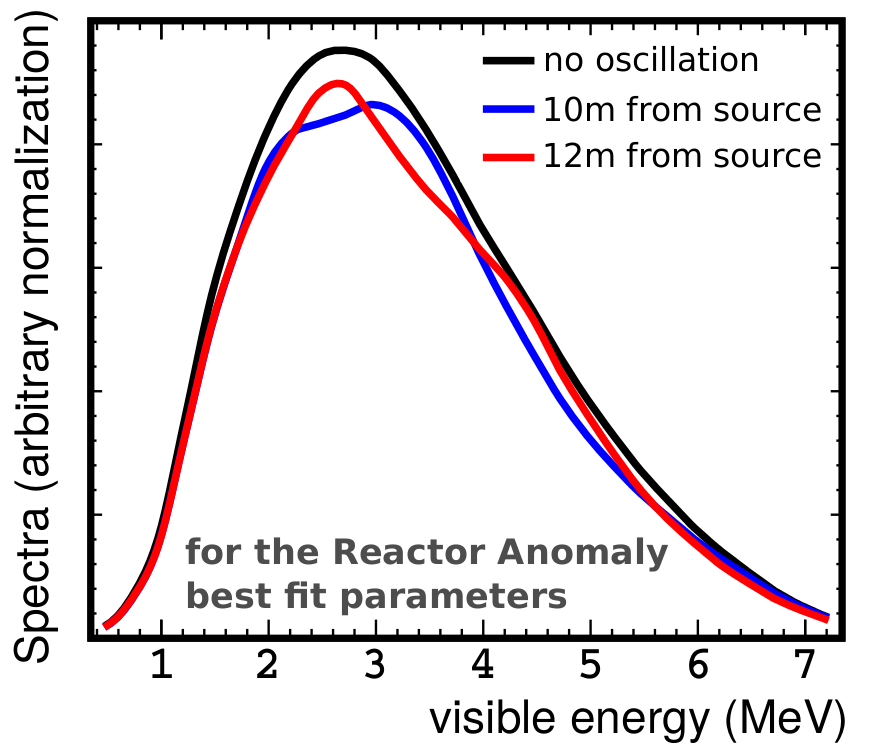
Abbildung 2: Vergleich der gemessenen Neutrinospektren in 10 m und 12,2 m Entfernung vom Reaktor.

Der STEREO-Detektor befand sich in etwa 10 m Abstand von einem Forschungsreaktor (58 MW thermische Leistung) am ILL. Um die vom Reaktor ausgesendeten Neutrinos – genauer: Elektron-Antineutrinos – detektieren zu können, war der Detektor mit 1800 Litern eines organischen Flüssigszintillators gefüllt. Dort wurden Neutrinos durch inversen Beta-Zerfall detektiert:
{\displaystyle \mathrm {\bar {\nu }} _{e}+\mathrm {p} \rightarrow \mathrm {e} ^{+}+\mathrm {n} }
Die gleiche Reaktion wurde auch schon zum allerersten experimentellen Nachweis von Neutrinos im Cowan-Reines-Neutrinoexperiment genutzt. Die interessierenden Reaktionsereignisse werden dabei durch eine charakteristische Folge zweier Impulse identifiziert:
- das erzeugte Positron erzeugt im Szintillator durch Annihilation mit einem Elektron Gammaquanten mit der Gesamtenergie 1022 keV, deren Szintillationslicht durch die 48 im oberen Teil der Detektorzellen angebrachten Photomultiplier-Röhren (PMTs) aufgezeichnet wird,
- das erzeugte Neutron wird im Szintillator zunächst durch Stöße moderiert und dann von einem Atomkern mit großem Wirkungsquerschnitt für Neutroneneinfang absorbiert, was – durch den Moderationsvorgang um einige Mikrosekunden verzögert – ebenfalls zur Emission von Gammastrahlung mit einer charakteristischen Energie führt. Im Cowan-Reines-Experiment enthielt die Szintillatorflüssigkeit als Neutronenabsorber Cadmium; im STEREO-Detektor übernimmt Gadolinium mit seinem noch viel größeren Neutroneneinfangsquerschnitt diese Aufgabe.

Der erwartete Abstand zwischen dem Oszillationsminimum und -maximum steriler Reaktorneutrinos ist etwa 2 m. Daher ist der 2,2 m lange Detektor in 6 separate Abschnitte unterteilt, welche das Energiespektrum der Neutrinos jeweils getrennt voneinander messen. Durch Vergleich der gemessenen Spektren kann eine mögliche Oszillation entdeckt werden (siehe Abbildung 2).
Das STEREO-Experiment registrierte etwa 400 Neutrinos pro Tag.

### Detektor-Abschirmung
Da Neutrinos nur äußerst schwach wechselwirken, müssen Detektoren für Neutrinos grundsätzlich sehr sensibel sein und benötigen daher eine gute Abschirmung gegen ungewollte Signale.
Die sechs inneren Detektorzellen waren von gadoliniumfreien Flüssigszintillator umgeben, der als „Gamma-Catcher“ wirkte, indem er ein- und austretende Gammaquanten detektierte. Dadurch wurde sowohl die Detektionseffizienz angehoben als auch die Energieauflösung verbessert. Oberhalb des Detektors befand sich ein mit Wasser gefüllter Tscherenkow-Antikoinzidenz-Detektor, in dem Myonen aus der sekundären kosmischen Strahlung detektiert wurden, die sonst einen störenden Hintergrund gebildet hätten. Gegen Neutronen und Gammastrahlen aus den umgebenden Experimenten war der Detektor von mehreren Abschirmungen aus Blei, Polyethylen, Stahl und Borcarbid (insgesamt 65 t) umgeben.

## Motivation

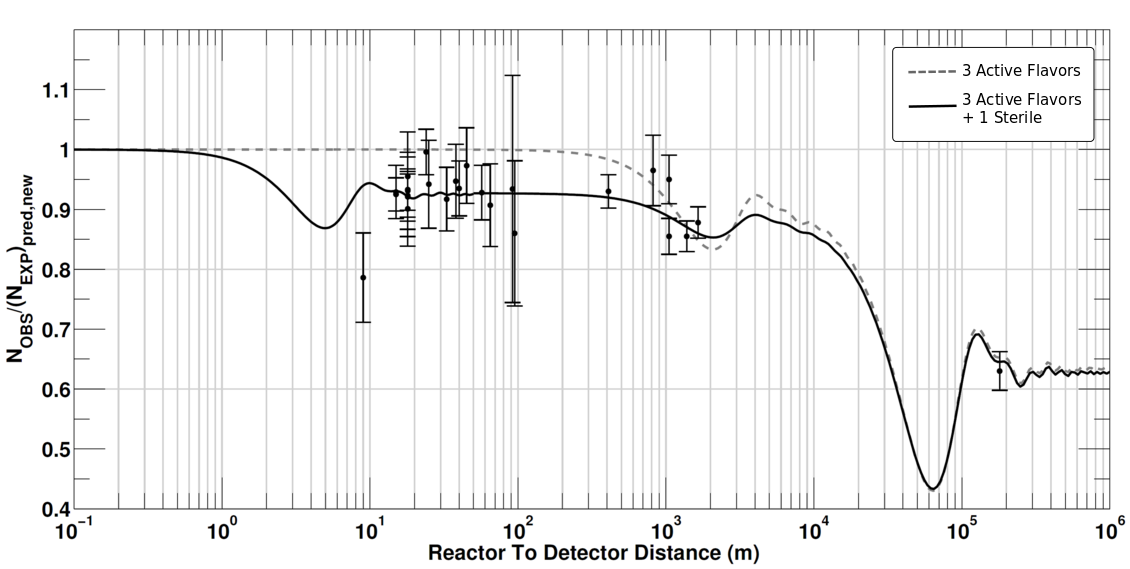
Abbildung 3: Die Reaktor-Antineutrino-Anomalie

Zwar ist die Neutrinooszillation inzwischen ein gut verstandenes Phänomen, aber es gibt einige experimentelle Beobachtungen, die die Vollständigkeit dieses Verständnisses in Frage stellen. Die dahingehend wohl prominenteste Beobachtung ist die sogenannte Reaktor-Antineutrino-Anomalie (RAA). Viele reaktornahe Neutrinoexperimente haben einen im Vergleich zur Theorie signifikant ({\displaystyle 2{,}7\sigma }) niedrigere Flussrate an Elektron-Antineutrinos ({\displaystyle {\overline {\nu }}_{e}}) gemessen.
Weitere experimentelle Anomalien sind das unerwartete Auftreten von {\displaystyle {\overline {\nu }}_{e}} in einem {\displaystyle {\overline {\nu }}_{\mu }}-Strahl auf kurzen Abständen im Neutrinoexperiment LSND
sowie die Gallium-Neutrino-Anomalie, die das Verschwinden von {\displaystyle \nu _{e}} auf kurzen Distanzen während der Kalibrationsphasen der Experimente GALLEX
und
SAGE
beschreibt.
Diese Anomalien könnten darauf schließen lassen, dass unser bisheriges Verständnis der Neutrinooszillation unvollständig ist und Neutrinos in eine weitere bisher unbekannte Neutrinosorte oszillieren können. Messungen der Zerfallsbreite des Z-Bosons am Large Electron-Positron Collider (LEP) schließen die Existenz weiterer leichter „aktiver“, d. h. der schwachen Wechselwirkung unterliegender Neutrinos aus. Daher wird die Oszillation in zusätzliche leichte „sterile“, d. h. nicht von der schwachen Wechselwirkung betroffene Neutrinos als mögliche Erklärung untersucht. Aus theoretischer Sicht treten sterile Neutrinos in einigen prominenten Erweiterungen des Standardmodells der Teilchenphysik wie z. B. dem Seesaw-Typ-1-Mechanismus auf.

## Ergebnisse

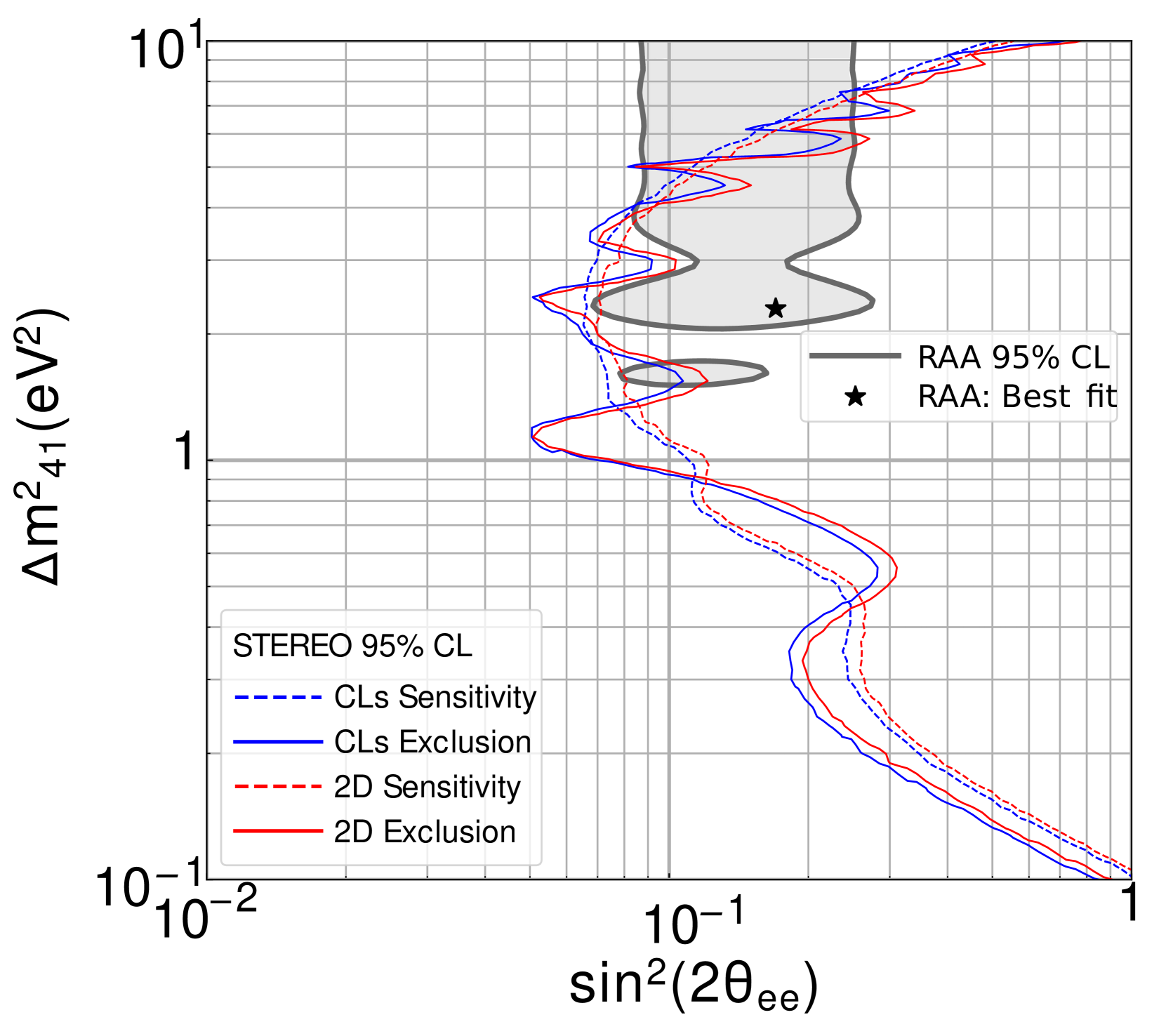
Abbildung 4: Ergebnisse des STEREO Experiments zur Untersuchung der möglichen Existenz leichter steriler Neutrinos als Erklärung der RAA. Der graue Bereich zeigt den Parameterbereich, in dem sterile Neutrinos die RAA erklären könnten. Der Bereich rechts der roten/blauen Linie wurde durch das Experiment ausgeschlossen.

Die Auswertung aller Daten des Experimentes bestätigte im Jahr 2023 die Existenz der Reaktor-Antineutrino-Anomalie. Eine Erklärung der RAA durch leichte sterile Neutrinos konnte ausgeschlossen werden (siehe Abbildung 4). Die Ursache der RAA ist damit weiterhin ungeklärt. Eine mögliche Erklärung wären Verzerrungen in Vorhersagen von Kernreaktions-Daten.